# Isabelle Mir
Isabelle Mir (n. 2 martie 1949, Saint-Lary-Soulan, Midi-Pyrénées, Franța) este o schioare alpină ce a reprezentat Franța, medaliată olimpică. A participat la o ediție a Jocurilor Olimpice (1968) în care a câștigat o medalie de argint.

## Participări
Lista de mai jos prezintă principalele competiții la care a participat Isabelle Mir de-a lungul carierei.
- ski alpin aux Jeux olympiques d'hiver de 1968 – descente femmes[*]